# Paramicromerys rabeariveloi
Paramicromerys rabeariveloi is een spinnensoort uit de familie trilspinnen (Pholcidae). De soort komt voor in Madagaskar.